# Martin à collier
Acridotheres albocinctus
Espèce
Statut de conservation UICN

 LC  : Préoccupation mineure
Le Martin à collier (Acridotheres albocinctus) est une espèce de passereau de la famille des Sturnidae originaire d'Asie. Il est aussi appelé Mainate à collier.

## Répartition
Cette espèce vit dans le nord-est de l'Inde, plus précisément dans les vallées du Manipur, dans le nord de la Birmanie et dans le sud de la Chine, précisément dans le nord-ouest du Yunnan,,.